# Breathe Fire to the Sun
Breathe Fire to the Sun är det finländska melodisk death metal-bandet Brymirs debutalbum, utgivet i april 2011 på Spinefarm Records.
Albumet gästas av Markus Toivonen (Ensiferum), som bidrar med körsång.
En musik- och en livevideo spelades in till "Retribution" respektive "Ragnarök".

## Låtlista
1. "Intro" (instrumental) – 1:54
2. "Unconquerable" – 6:02
3. "In Silence" – 6:16
4. "A Free Man's Path" – 6:25
5. "Burning Within" – 3:17
6. "Withering Past" – 5:06
7. "Cycle of Flame" – 5:18
8. "Ragnarök" – 5:57
9. "Retribution" – 5:55
10. "Breathe Fire to the Sun" – 8:07

## Medverkande
Musiker
- Viktor Gullichsen – sång
- Joona Björkroth – gitarr, bakgrundssång
- Sean Haslam – gitarr
- Jarkko Niemi – basgitarr
- Janne Björkroth – keyboard, bakgrundssång
- Sami Hänninen – trummor

Bidragande musiker
- Markus Toivonen – körsång
- Lari Takala – körsång
- Lauri Hongisto – körsång
- Jussi-Pekka Björkroth – flöjt, klarinett
- Eerik Hippi – flöjt, klarinett
- Elmer Gullichsen – sång

Produktion
- Lari Takala – producent, inspelningstekniker, mixning
- Mika Jussila – mastering
- Kris Verwimp – albumkonst
- Janne Peltonen – layout
- Terhi Ylimäinen – foto